# Alexander Feinestam
Alexander Feinestam (18 novembre 1974) è un ex sciatore alpino e sciatore freestyle svedese.

## Biografia
Feinestam, originario di Garphyttan, nella Coppa Europa di sci alpino esordì l'8 dicembre 1996 a Serre Chevalier in slalom speciale (21º) e ottenne il miglior piazzamento il 1º marzo 1999 a Kiruna nella medesima specialità (5º). Esordì nella Coppa del Mondo di sci alpino nello slalom gigante di Adelboden del 14 gennaio 2003, senza portarlo a termine; contemporaneamente gareggiò anche nel freestyle, specialità ski cross, ed esordì nella Coppa del Mondo di freestyle il 23 novembre 2003 a Saas-Fee piazzandosi 9º; fu quello il suo miglior piazzamento nel circuito, bissato il 10 gennaio 2004 a Pozza di Fassa.
Prese per l'ultima volta il via nella Coppa del Mondo di freestyle il 12 marzo 2004 a Sauze d'Oulx (22º), sua ultima gara nella disciplina, e nella Coppa del Mondo di sci alpino il 13 dicembre dello stesso anno a Sestriere in slalom speciale di Sestriere, senza portare a termine quella sua seconda e ultima gara nel circuito. Prese per l'ultima volta il via nella Coppa Europa di sci alpino il 13 gennaio 2005 a Bad Kleinkirchheim in slalom gigante, senza completare la gara, e da allora continuò a prendere parte a gare minori di sci alpino in Svezia fino al definitivo ritiro, avvenuto in occasione dello slalom speciale dei Campionati svedesi 2015 disputato il 28 marzo a Sundsvall e non completato da Feinestam. In carriera non prese parte a rassegne olimpiche o iridate.

## Palmarès

### Sci alpino

#### Coppa Europa
- Miglior piazzamento in classifica generale: 71º nel 2003 e nel 2005

#### Far East Cup
- 1 podio:
  - 1 secondo posto

#### Campionati svedesi
- 4 medaglie (dati parziali fino al 2004):
  - 4 ori (combinata[1] nel 2001; slalom gigante, slalom speciale, combinata[1] nel 2004)

### Freestyle

#### Coppa del Mondo
- Miglior piazzamento in classifica generale: 81º nel 2004
- Miglior piazzamento nella Coppa del Mondo di ski cross: 24º nel 2004